# Campidoglio (Columbia)
Il Campidoglio di Columbia (in inglese South Carolina State House) è la sede governativa dello Stato della Carolina del Sud, negli Stati Uniti d'America.
Fu completato nel 1855 in stile neoclassico dall'architetto John R. Niernsee.